# گران متالیک
گران متالیک (انگلیسی: Gran Metalik؛ زادهٔ ۳ نوامبر ۱۹۸۸) کشتی‌گیر کشتی حرفه‌ای اهل مکزیک است.